# Памятник Гоголю (Харьков)
Па́мятник Н. В. Го́голю в Ха́рькове — бронзовый бюст писателю Н. В. Гоголю в Харькове на площади Поэзии напротив Драматического театра им. Шевченко. Сооружен в 1909 году. Скульптор Б. В. Эдуардс.

## История памятника
Замысел сооружения памятника Гоголю в Харькове возник давно. Известно, что ещё в 1881 году в Харькове проходил благотворительный спектакль в пользу сооружения в городе памятника Н. В. Гоголю. Но реальные работы по воплощению этого замысла начались только с XX века.
Во время Великой Отечественной войны в бюст Гоголя попала пуля, пробившая плечо и кисть бюста.
При реставрации сквера на площади Поэзии летом 2009 года было решено оставить повреждения памятника нетронутыми — для истории.

## Композиция памятника

Фигура Гоголя на памятнике

Сооружение представляет собой бронзовый бюст писателя в мыслительной позе на четырёхгранном гранитном, расширяющемся книзу, постаменте, созданный по типу бюста Пушкину. Гоголь держит свои писательские записи в левой руке, а в правой у него находится гусиное перо.